# Черкаський художній музей
Черкаський обласний художній музей – художній музей у Черкасах. Він є важливою складовою культурного життя регіону.
Музей розташований в географічному центрі України, що робить його максимально доступним для відвідування українських та іноземних гостей. Він один з наймолодших в нашій державі і є ровесником незалежної України.
Черкаський художній музей відомий як сучасний виставковий медійний простір та місце проведення різноманітних заходів.

## Історія
Черкаський художній музей був створений як філія Черкаського обласного краєзнавчого музею у 1991 році. Він розташований у споруді колишнього міськкому Комуністичної партії. З 1994 року Черкаський художній музей працює як самостійна музейна установа.
Першою директоркою музею з 1991 по 1998 рр. була Заслужений працівник культури України Ніна Клименко. З 1998 по 2008 рр. його очолив Віктор Собченко, а з 2009 року музеєм керує Заслужений діяч мистецтв України, кандидат мистецтвознавства, доцент Ольга Гладун.

## Фонди
У фондах музею зберігається понад 7 тисяч одиниць. Основу музейної експозиції, яка займає 1 406 кв.м., складають зібрання з націоналізованих приватних колекцій землевласників графів Бобринських, Кантакузинів, князів Лопухіних та Білокопитових, чиї маєтності до революції 1917 року знаходились на Черкащині. Колекція поповнювалась придбанням творів у провідних українських художників, народних майстрів, колекціонерів, виставкових залів колишнього Радянського Союзу та Дирекції художніх виставок України. Сьогодні значний внесок у комплектування музейних фондів здійснюють митці, які дарують свої роботи після завершення виставок.
Наразі Благодійний фонд Миколи Бабака реалізовує у музеї безпрецедентний для регіону та всієї України проєкт. Створюється унікальна колекція сучасного українського мистецтва, в яку входять роботи видатних художників. Твори будуть представлені в постійній експозиції музею.

## Експозиція
Музейне зібрання складається з двох відділів: декоративно-вжиткового та образотворчого мистецтва.
У залах декоративно-вжиткового мистецтва представлена вишивка, з багатством її технік та орнаментів, характерна для Середнього Подніпров’я. Варті уваги посуд та особливості його розпису із різних гончарних осередків, які функціонували на території Черкащини (Головківка, Пастирське, Громи, Гнилець, Маньківський майоліковий завод); найкращі зразки фарфоро-фаянсового виробництва України (Косів, Опішня, Буди, Васильків). Представлено різноманітні техніки художнього розпису, зокрема Макара Мухи, Ярини та Софії Гуменюк, Тамари Гордової. Неповторний та самобутній стиль народних майстрів декоративно-прикладного мистецтва: Галини Грабовської, Олександри Теліженко, Поліни Запари, Ольги Отнякіної-Бердник, Леоніда Товстуха, Михайла Волощука, Івана Сухого, Федіра Гордового, Миколи Чуруканова, Олени Поліщук та ін.
Колекція іконопису  демонструє традиції української барокової ікони. Прослідковується відмінність української та російської школи іконописання, паралельне існування професійного та народного іконопису, доноситься важливість для українців образу Богоматері Одигітрії та Покрови.
Новим поповненням колекції стала збірка «Народна ікона Середньої Наддніпрянщини та Іконопис XVIII-XX ст.», подарована колекціонером, Народним художником України Миколою Бабаком.
Найбільш розгорнутою за стилями, напрямами, жанрами і, найголовніше, за часом є колекція живопису. У музеї представлене «старе малярство» майстрів італійської школи: Джузепе Дзаїса, Рогана, Мартельяніса. Окрему залу займає портретний живопис XVIII-ХХ століття; портрети пензля Генріха Гольпейна, Енріко Арціоні, Адріана Беренського та інших художників презентують різні стилі, від сарматського, парадного портрету до ліричного.
Українське мистецтво 1950-1980 років, яке активно видозмінювалось під час «відлиги» та відритого доступу до досягнень провідних світових художників, репрезентоване роботами Тетяни Яблонської, Віктора Зарецького, Миколи Глущенка, Сергія Шишко, Федіра Захарова, Сергія Григор’єва, Андрія Коцка та інших митців.
Період українського мистецтва 1980-2000 років, який припав на період трансформації держави та розбудови незалежної України, представлений різноплановими творами Івана Марчука, Анатолія Хмари, Матвія Вайсберга, Олега Тістола, Бориса Єгіазаряна, Лева Маркосяна, Миколи Прокопенка та ін.
До збірки робіт художників, які народилися на Черкащині або чия діяльність пов’язана з Черкаським краєм, входять твори Івана Їжакевича, Івана Кулика, Василя Євича, Петра Козіна, Володимира Кузнєцова, Віктора Клименко, Івана Бондаря, Юрія Іщенко, Євгена Найдена, Василя Цимбала, Максима Гладька, Володимира Яковця, Ігора Солодовнікова та ін.
Колекцію української книжкової та станкової графіки презентують такі відомі майстри: Георгій Нарбут, Оксана Павленко (учениця М. Бойчука), Михайло Дерегус, Олександр Данченко, Олександр Івахненко, Василь Лопата, Надія Лопухова, Василь Касьян, Володимир Куткін, Микола Стратілат, Олександр Пащенко, Георгій Якутович, Володимир Ненадо, Григорій Гавриленко, Зоя Лерман, Микола Прокопенко. Графічну колекцію вдало доповнюють черкаські художники-графіки: Іван Фізер, Микола Теліженко, Віктор Олексенко, Микола Бабак, Віктор Афонін, Альберт та Неоніла Недосєко, Володимир Костогриз, Тетяна Куліш, Артур Дуненко та ін.
До складу музею входить Меморіальний музей народного художника України, лауреата премії ім. Т.Г. Шевченка, відомого сценографа – Данила Нарбута, де окремою колекцією представлені ескізи декорацій до вистав та станкові роботи митця.

## Діяльність
Художній музей є науковою та культурно-освітньою інституцією. Тут проходять наукові конференції, фестивалі, діє дитячий центр, відбуваються виставки, різноманітні майстер-класи, квести, воркшопи, проходять концерти, лекції, зустрічі з видатними українськими діячами культури та мистецтв.
Музей щороку організовує близько 70 стаціонарних та біля 10 пересувних виставок. Кожен рік музей відвідує понад 50 тисяч осіб. В останні роки він став творчим майданчиком для європейських художників. Проводяться проєкти, які набули статус міжнародних: «Антракти», «Діалоги» (куратор Володимир Яковець).
Візуальним знаком музею стала робота «Неофольк» художника Миколи Маценка, який живе і працює в Черкасах. Цей твір відображає концепцію розвитку музею: жити у ритмі часу, грунтуючись на вічно живій традиції.
Найвідомішими сучасними художниками, які в різні роки показували свої твори є Павло Маков, Тамара Бабак, Микола Маценко, Тіберій Сільваші, Арман, Крістіан Ротманн, Рон Ван де Вивер, Олег Харч.